# 24102 Jacquescassini
För andra betydelser, se Cassini.
24102 Jacquescassini eller 1999 VD9 är en asteroid i huvudbältet som upptäcktes den 9 november 1999 av den amerikanske astronomen Charles W. Juels vid Fountain Hills-observatoriet. Den är uppkallad efter astronomen Jacques Cassini.
Asteroiden har en diameter på ungefär 6 kilometer och den tillhör asteroidgruppen Eunomia.